# Smutsfläckad nyckelpiga
Smutsfläckad nyckelpiga (Aphidecta obliterata) är en skalbaggsart som först beskrevs av Carl von Linné 1758. Den ingår i släktet Aphidecta och familjen nyckelpigor. Inga underarter finns listade i Catalogue of Life.

## Beskrivning
Den smutsfläckade nyckelpigan har en välvd kropp med gula, brungula eller orangeröda täckvingar. Dessa har en ljusare kant, och saknar ofta markeringar, även om det kan förekomma upp till 10 mörka fläckar på dem, och även en mörk strimma på suturen (springan mellan täckvingarna). Halsskölden är beige, och har en brun teckning i form av ett "M". Melanistiska (helsvarta) former förekommer sällsynt. Benen är bruna. Arten är liten, med en kroppslängd på 3,5 till 5 mm; som hos de flesta nyckelpigor är hanen mindre än honan.

## Utbredning
Utbredningsområdet omfattar centrala till norra Europa, med ungefärlig sydgräns i södra Frankrike och norra Italien. I sydöst når den längre, ner till Turkiet. Österut når den via Vitryssland, Ukraina, Georgien och Kaukasus till Armenien och Azerbajdzjan. Arten har även införts för biologisk bekämpning 1960 till North Carolina i USA, där den har etablerat sig. I Sverige förekommer den i Götaland, Svealand och sydöstligaste Norrland, medan den i Finland förekommer i sydligaste delen av landet samt västkusten upp till Uleåborgsområdet.

## Ekologi
Den smutsfläckade nyckelpigan lever främst bland barrträd, i synnerhet lärk, även om den också kan påträffas i blandskog och i kärr. Födan består av bladlöss, barrlöss och skålsköldlöss.
Som många andra nyckelpigor kan de försvara sig genom att pressa ut sitt illasmakande blod från lederna om den blir angripen.
Honan lägger äggen i grupper nära bytesdjuren, så de nykläckta larverna har nära till födan. Äggen täcks i samband med äggläggningen med ett illaluktande sekret, som avskräcker möjliga bytesdjur.
Arten är aktiv mellan april och oktober. Den övervintrar i barkspringor på barrträd.

## Bildgalleri

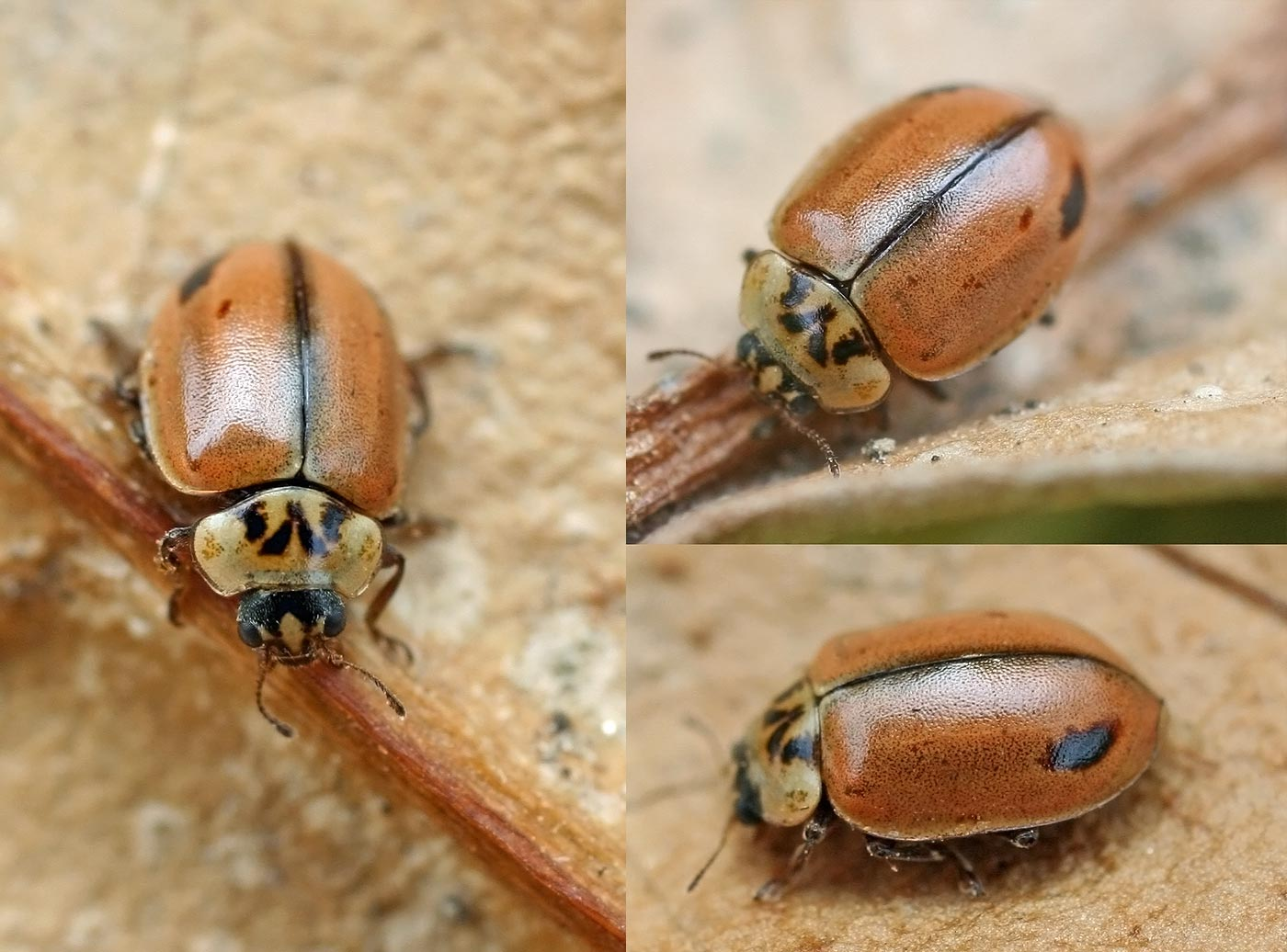
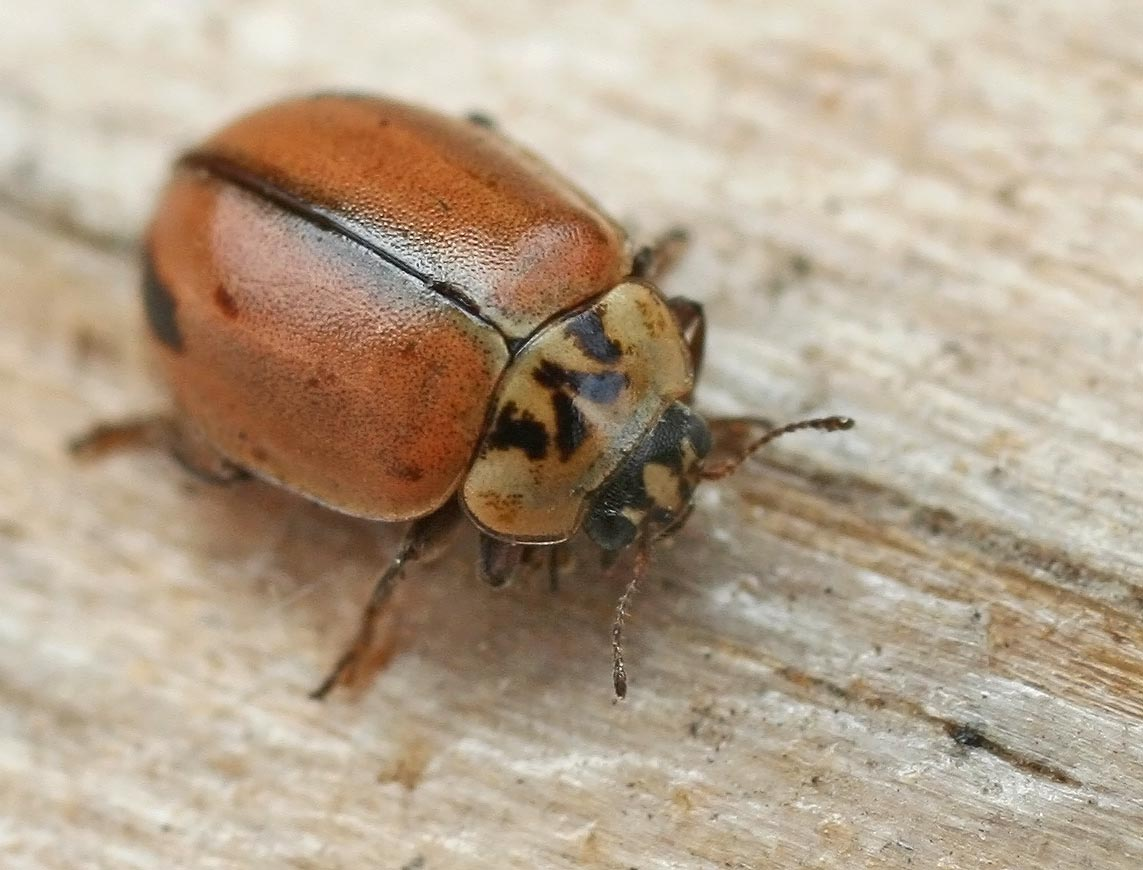
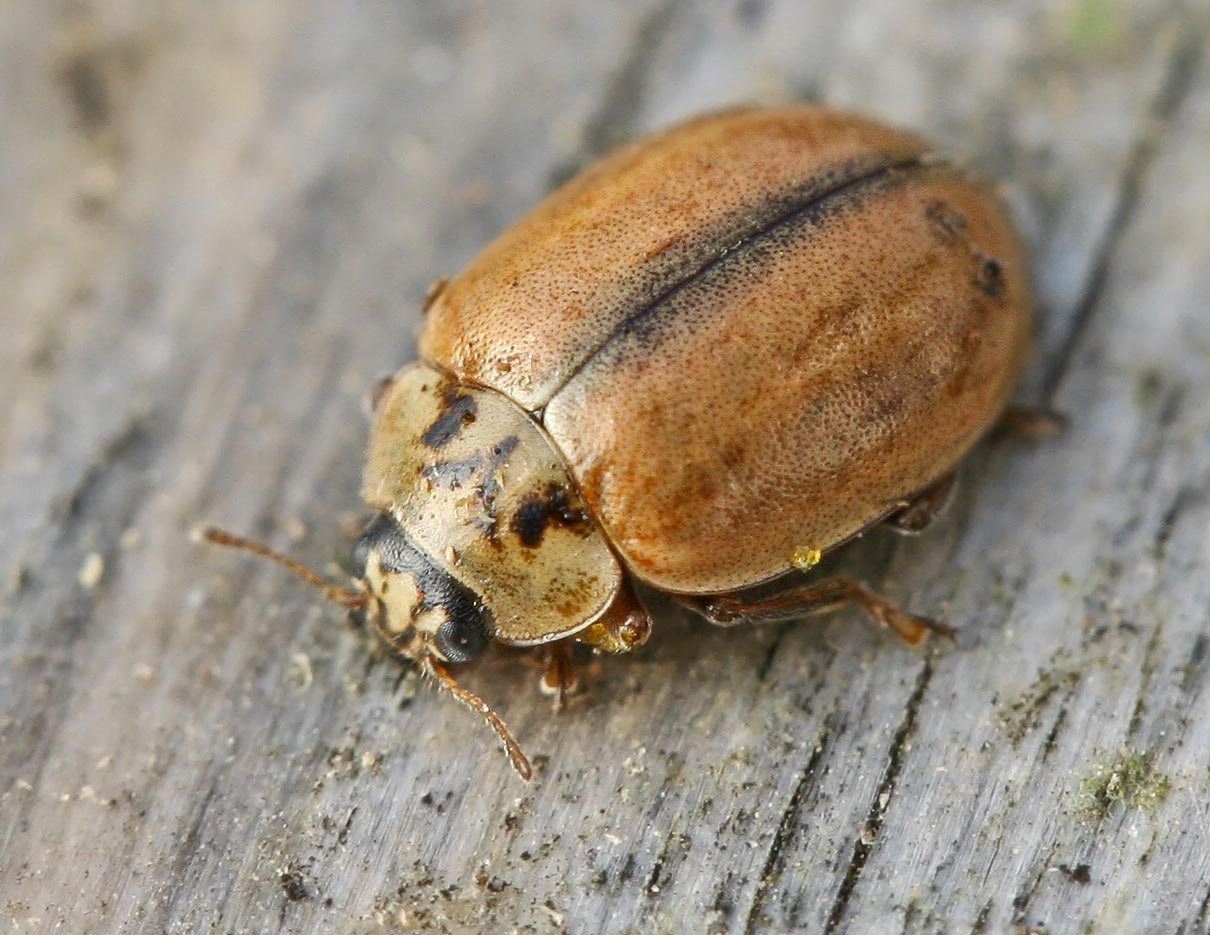